# Heinrich-Hertz-Turm
Wieża Heinricha Hertza (niem. Heinrich-Hertz-Turm) – wieża telekomunikacyjna w Hamburgu (Niemcy).
Zaprojektowana przez architekta Fritza Trautweina, we współpracy z inżynierami Jörgiem Schlaichem, Rudolfem Bergermannem i Fritzem Leonhardtem, wieża została zbudowana w latach 1965–1968 dla dawnej Deutsche Bundespost (Niemiecka Federalna Agencja Pocztowa i Telekomunikacyjna, obecnie spółka zależna Deutsche Telekom - Deutsche Funkturm GmbH) w pobliżu parku Planten un Blomen.
Ze swoją całkowitą wysokością 279,2 m (916 stóp) jest najwyższą konstrukcją w Hamburgu, składającą się z 204 m (670 stóp) wzmocnionej stalą betonowej dolnej części, zwieńczonej 45 m (148 stóp) stalową kratownicą oraz trójsegmentowym cylindrem o wysokości około 30 m (98 stóp), który wspiera różne anteny. Wieża posiada osiem koncentrycznych platform ułożonych jedna nad drugą: zaczynając od 128 m (420 stóp) z dwupiętrową platformą obserwacyjną (dolne piętro) i obrotową restauracją (górne piętro), obsługiwaną przez dwie szybkobieżne windy. Powyżej, na wysokości 150 m (492 stopy), znajduje się platforma operacyjna mieszcząca personel i sprzęt, a dalej sześć różnej wielkości, mniejszych otwartych platform w równych odstępach, wyposażonych w kierunkowe anteny mikrofalowe o wysokim zysku ("paraboliczne lustra"). Platforma dziewiąta została dodana na wysokości 25 m w lipcu 2005 roku.
Po zamknięciu platformy obserwacyjnej i restauracji z powodu usunięcia azbestu, były kaskader Jochen Schweizer zainstalował bazę do skoków na bungee. Restauracja nie zostanie ponownie otwarta z powodu nowych przepisów dotyczących dróg ewakuacyjnych, a platforma do bungee została zamknięta pod koniec 2001 roku.
Wieża była siedzibą stacji radioklubowej sekcji VFDB Hamburg "DF0HHT". Znajdowała się tam również stacja nadawcza DGPS obsługująca Miejską Agencję Geodezyjną Hamburga.
Wieża nosi imię urodzonego w Hamburgu niemieckiego fizyka Heinricha Hertza. Na ścianie wieży znajduje się tablica pamiątkowa ku jego czci z napisem: "Heinrich Hertz – Dem Sohn der Stadt Hamburg" ("Heinrich Hertz - Syn Miasta Hamburg").